# Leache
Leache (cooficialmente en euskera: Leatxe) es un municipio español de la Comunidad Foral de Navarra, situado en la Merindad de Sangüesa, en la comarca de Sangüesa y a 48,4 km de la capital de la comunidad, Pamplona. Su población en 2021 fue de 32 habitantes (INE).

## Símbolos
El escudo de armas del lugar de Leache tiene el siguiente blasón:

Trae de plata y una caldera de sable con los extremos de las asas terminados en cabezas de serpiente de sínople. En jefe una cruz flordelisada de gules. Por timbre un yelmo empenachado.

Así figura pintado en las vidrieras del Palacio de Navarra. Aparece de la misma forma en el sello céreo que pende de un documento de 1395, en que el concejo declara haber recibido cierta cantidad de dinero por haber llevado a Olite trigo para mantener el palacio real.

## Geografía
La localidad de Leache está situada en la parte oriental de la Comunidad Foral de Navarra a una altitud de 589 m s. n. m. Su término municipal tiene una superficie de 14,63 km² y limita al norte con el municipio de Ibargoiti, al este con el de Aibar, al sur con el de Sada y al oeste con el de Ezprogui.

## Demografía
Leache cuenta con una población de 40 habitantes (INE 2024).
| Gráfica de evolución demográfica de Leache entre 1842 y 2021                                                        |
| |
| Población de derecho según los censos de población del INE Población de hecho según los censos de población del INE |